# Sengkati Gedang
Sengkati Gedang is een bestuurslaag in het regentschap Batang Hari van de provincie Jambi, Indonesië. Sengkati Gedang telt 748 inwoners (volkstelling 2010).